# Caspianites
Genre
Caspianites est un genre éteint d'ammonites de la famille des Ancyloceratidae, du Crétacé inférieur (Aptien supérieur). 
L'espèce type est Crioceras (Ammonitoceras) wassiliewskyi Renngarten, 1926.